# Copa de Islandia 2015
La Copa Islandia (VISA-bikar karla, por motivos comerciales) 2015, fue la edición número 56 de la Copa de Islandia. 
El Valur Reykjavik se consagró exitosamente como campeón y consiguió su 10º título del torneo.

## Resultados

### Primera Ronda
| Fjarðabyggð                | 4 - 0              | Kári Akranes       | 2 de junio |
| KA Akureyri                | 4 - 0              | UMF Álftanes       | 2 de junio |
| Völsungur                  | 3 - 4              | UMF Grindavík      | 2 de junio |
| KV Reykjavík               | 2 - 1              | Fram Reykjavík     | 2 de junio |
| Knattspyrnufélagið Þróttur | 4 - 1              | BÍ/Bolungarvík     | 2 de junio |
| Vatnaliljur                | 0 - 3              | UMF Afturelding    | 2 de junio |
| Léttir Reykjavík           | 0 - 6              | ÍBV Vestmannaeyjar | 3 de junio |
| Þór Akureyri               | 2 - 3              | Víkingur Ólafsvík  | 3 de junio |
| Keflavík ÍF                | 0 - 5              | KR Reykjavik       | 3 de junio |
| Stjarnan                   | 1 (6) - (5) 1 pen. | Leiknir Reykjavík  | 3 de junio |
| ÍA Akraness                | 0 - 3              | Fjölnir            | 3 de junio |
| FH Hafnarfjörður           | 2 - 1              | HK Kópavogur       | 3 de junio |
| ÍF Fylkir                  | 3 - 2              | UMF Njarðvík       | 3 de junio |
| Víkingur Reykjavík         | 2 - 0 t.e.         |                    | 3 de junio |
| Valur Reykjavik            | 4 - 0              | UMF Selfoss        | 3 de junio |
| KFG Gardabær               | 1 - 3              | Breiðablik UBK     | 4 de junio |

### Segunda Ronda
| Knattspyrnufélagið Þróttur | 0 - 2      | ÍBV Vestmannaeyjar | 18 de junio |
| Fjarðabyggð                | 0 - 4      | Valur Reykjavik    | 18 de junio |
| KV Reykjavík               | 1 - 7      | KR Reykjavik       | 18 de junio |
| Stjarnan                   | 0 - 3      | ÍF Fylkir          | 18 de junio |
| FH Hafnarfjörður           | 2 - 1      | UMF Grindavík      | 18 de junio |
| Víkingur Reykjavík         | 1 - 0      | UMF Afturelding    | 18 de junio |
| Fjölnir                    | 4 - 0      | Víkingur Ólafsvík  | 18 de junio |
| Breiðablik UBK             | 0 - 1 t.e. | KA Akureyri        | 18 de junio |

### Cuartos de Final
| ÍBV Vestmannaeyjar | 4 - 0 | ÍF Fylkir        | 4 de julio |
| Víkingur Reykjavík | 1 - 2 | Valur Reykjavik  | 5 de julio |
| KR Reykjavik       | 2 - 1 | FH Hafnarfjörður | 5 de julio |
| KA Akureyri        | 2 - 1 | Fjölnir          | 6 de julio |

### Semifinal
| KA Akureyri  | 1 (3) - (5) 1 pen. | Valur Reykjavik    | 29 de julio |
| KR Reykjavik | 4 - 1              | ÍBV Vestmannaeyjar | 30 de julio |

### Final
| Valur Reykjavik | 2 - 0 | KR Reykjavik | 15 de agosto |